# M2 (Fernsehen)
M2 (ursprünglich MTV2) ist ein Fernsehsender der ungarischen öffentlich-rechtlichen Rundfunkanstalt Duna Média. Das Programm besteht hauptsächlich aus Kultursendungen und Kindersendungen. Nach dem Ende um 20:30 wird die Senderüberschrift in „Petőfi TV“ geändert.
Der Sender wird in Budapest über DVB-T verbreitet und ist über den Satelliten Eurobird 9A unverschlüsselt empfangbar. Des Weiteren ist er auch über die Satelliten Astra 1KR und Intelsat 10-02 in den Pay-TV-Paketen von UPC Direct und RCS DigiTV verfügbar. Die Einschaltquoten des kulturellen Spartenprogramms liegen derzeit bei 2,4 Prozent Marktanteil.